# Torarica
Torarica foi a primeira capital do Suriname. Foi colonizada por judeus portugueses em 1629. Uma origem oferecida para o seu nome é como uma moeda portuguesa que significa "Torá opulenta". Os judeus portugueses chegaram via Holanda e Brasil. Em 1665, a vila de Paramaribo foi expandida e rapidamente superou Torarica.
O nome Torarica ainda está em uso pelo Grupo Torarica. Um de seus hotéis, o Torarica Resort, bem como a vila e a antiga plantação cana-de-açúcar La Simplicité estão localizados perto de Torarica.